# Koji Hashimoto
Koji Hashimoto (født 22. april 1986) er en japansk fodboldspiller.
Han har spillet for flere forskellige klubber i sin karriere, herunder Nagoya Grampus, Mito HollyHock, Omiya Ardija og Kawasaki Frontale.